# Güglingen
Güglingen [ⓘ] ist eine Stadt im westlichen Teil des Landkreises Heilbronn. Sie gehört zur Region Heilbronn-Franken und zur Randzone der europäischen Metropolregion Stuttgart.

## Geografie

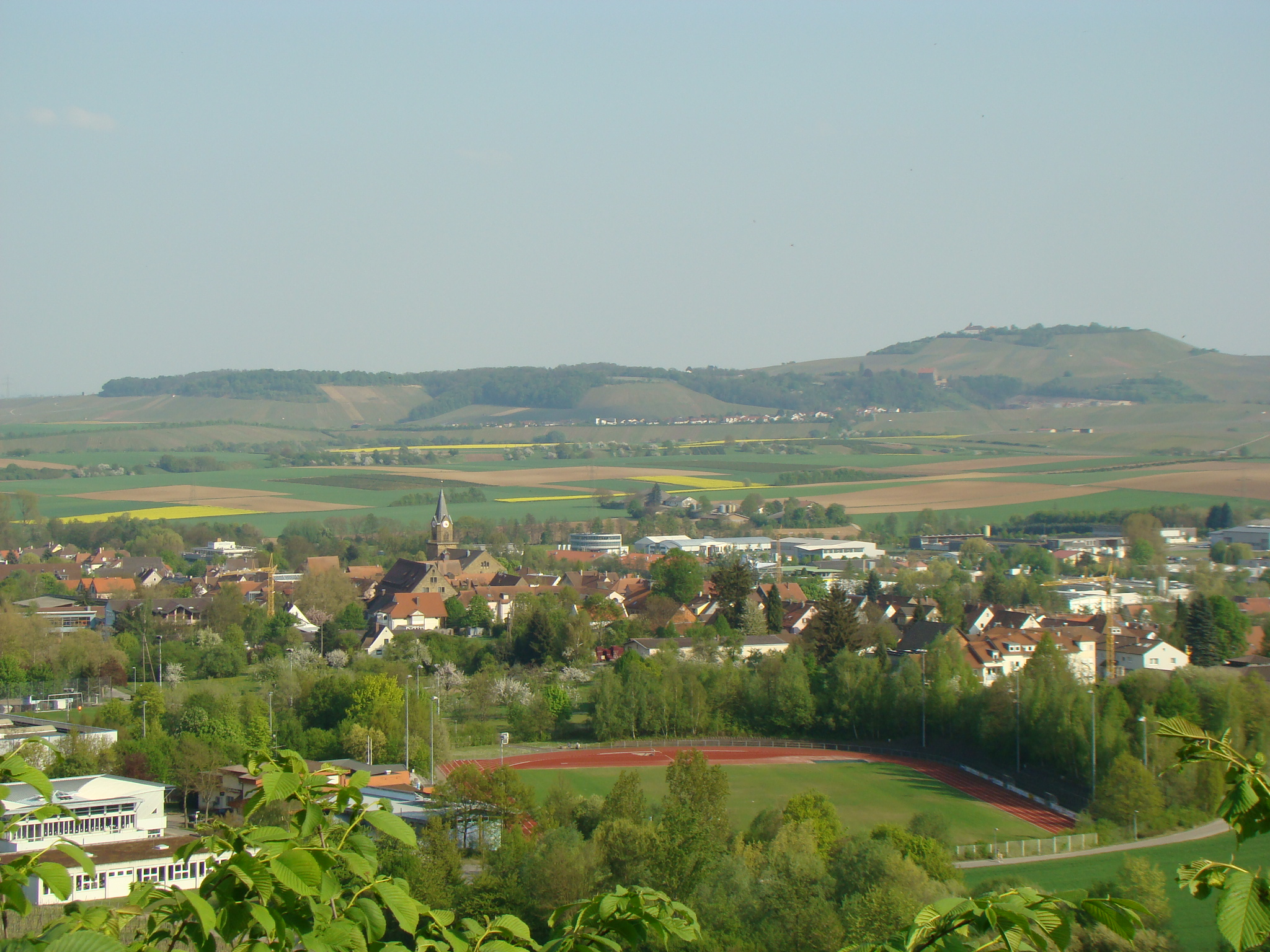
Blick auf Güglingen

Güglingen liegt im Tal der Zaber im Zabergäu im südwestlichen Landkreis Heilbronn, am nördlichen Talhang inmitten von Weinbergen.

### Nachbargemeinden
Nachbarstädte und -gemeinden Güglingens sind (im Uhrzeigersinn, beginnend im Westen): Pfaffenhofen, Eppingen, Brackenheim, Cleebronn (alle Landkreis Heilbronn) und Sachsenheim (Landkreis Ludwigsburg). Zusammen mit Pfaffenhofen und Zaberfeld bildet Güglingen den Gemeindeverwaltungsverband „Oberes Zabergäu“ mit Sitz in Güglingen.

### Stadtgliederung
Güglingen besteht aus der Kernstadt und den Stadtteilen Eibensbach und Frauenzimmern. Zu Güglingen gehören noch die Höfe Sägmühle und Sophienhof. Abgegangene, heute nicht mehr bestehende Orte sind auf Gemarkung Güglingen die Heugelinsmühle, auf Gemarkung Eibensbach die Burgruine Blankenhorn.
Die Stadt Güglingen hat 6375 Einwohner, von denen 4460 im Stadtteil Güglingen, 929 im Stadtteil Eibensbach und 986 im Stadtteil Frauenzimmern leben (Stand 2017).

## Geschichte

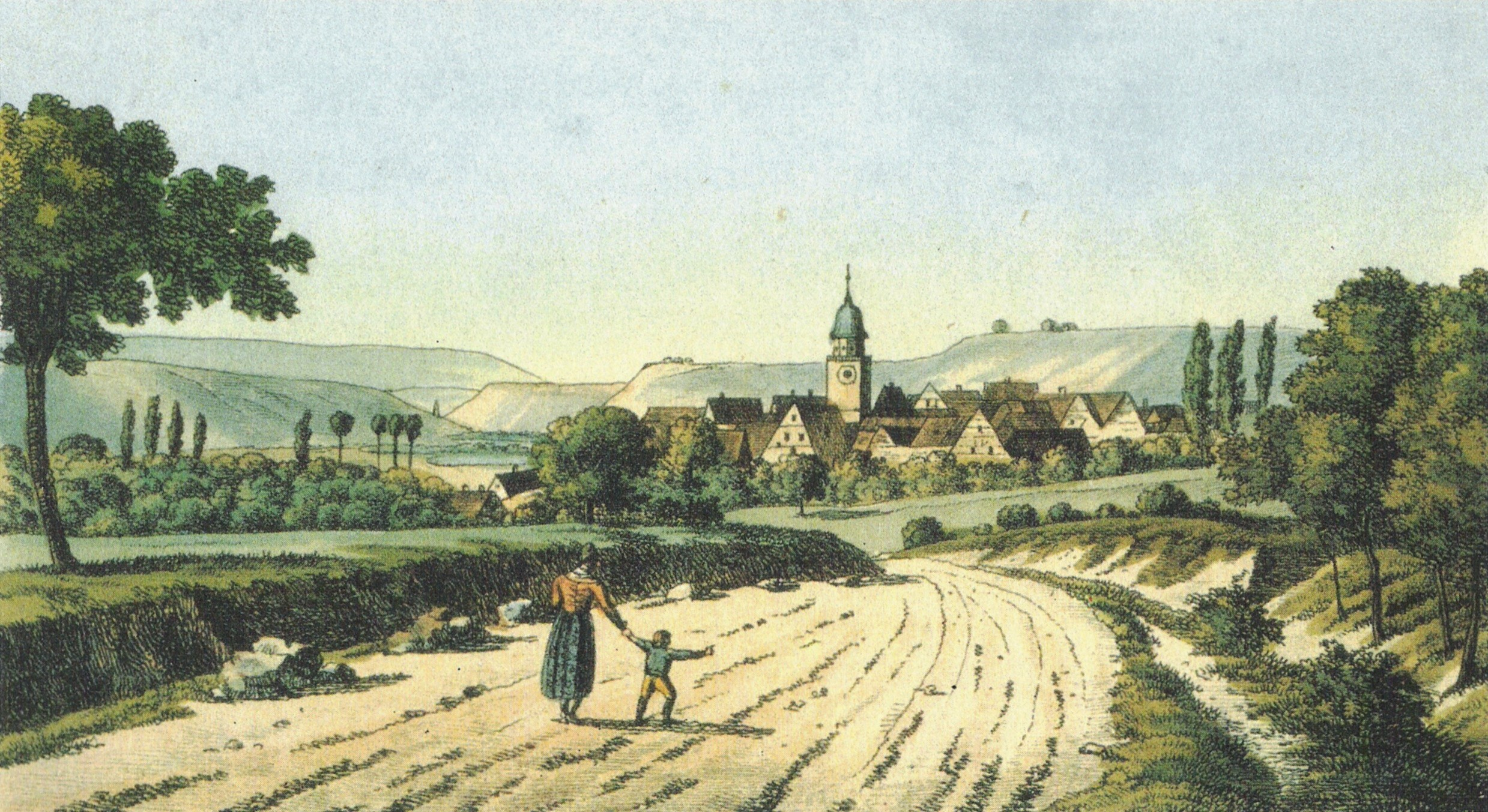
Güglingen von Osten, bei G. Ebner, um 1820

### Güglingen
Schon in der Jungsteinzeit und zu Zeiten der Kelten und Römer war die Güglinger Gemarkung besiedelt. 1999 bis 2005 wurde bei ausgedehnten Grabungen des baden-württembergischen Landesdenkmalamtes in Güglingen eine römische Siedlung (vicus) freigelegt, die von etwa 120 bis 260 n. Chr. bewohnt war und aus über 30 Streifenhäusern mit Läden und Wohnräumen, einem öffentlichen Badehaus, einem Straßenheiligtum und zwei im Jahr 2002 entdeckten Mithräen, Heiligtümern des Mithras-Kultes, bestand. Es wird vermutet, dass die Siedlung eine Größe von 10 Hektar hatte.
Der Ort Güglingen wurde vermutlich im 4. oder 5. Jahrhundert zu Zeiten der alamannischen Landnahme gegründet. Während der Zeit der Stammesherzogtümer lag Güglingen im Herzogtum Franken.
1188 wird ein allodium in Gugelingen (dt.: Eigengut in Güglingen) in einem Vertrag zwischen Kaiser Friedrich I. Barbarossa und König Alfons VIII. von Kastilien, in dem die Ehe zwischen Friedrichs Sohn Konrad und Alfons Tochter Berengaria vereinbart wurde, erwähnt. Wahrscheinlich handelte es sich um einen Hof mit zugehörigem Land. Es gehörte mit weiteren 29 staufischen Gütern zur Morgengabe der Braut. Allerdings wurde diese Ehe niemals in die Praxis umgesetzt.
Der Ort gehörte im 13. Jahrhundert den Herren von Neuffen und erhielt spätestens 1295 die Stadtrechte. 1340 wurde die Stadt nach mehreren Besitzerwechseln württembergisch. 1295 schenkte Graf Rudolf von Neuffen dem Hl.-Grab-Kloster Speyer das hiesige Kirchenpatronat, das im Zuge der Reformation 1541 an Württemberg abgetreten wurde. Im Bauernkrieg 1525 war Güglingen das Zentrum des Aufruhrs im Zabergäu. Bis 1808 war die Stadt Sitz des gleichnamigen Amts. Bei der Umsetzung der neuen Verwaltungsgliederung im Königreich Württemberg wurde der eigene Amtsbezirk aufgelöst und Güglingen dem Oberamt Brackenheim zugeordnet. Die alten Stadttore und Türme wurden abgebrochen. Mehrere Brände um 1850 richteten starke Zerstörungen an. Bei der Verwaltungsreform während der NS-Zeit in Württemberg gelangte Güglingen 1938 zum Landkreis Heilbronn. 1939 wurden 1206 Einwohner gezählt, Ende 1945 waren es 1533. Nach dem Zweiten Weltkrieg wurde Güglingen Teil der Amerikanischen Besatzungszone und gehörte somit zum neu gegründeten Land Württemberg-Baden, das 1952 im jetzigen Bundesland Baden-Württemberg aufging. Die bis dahin stark landwirtschaftlich geprägte Stadt wandelte sich in den Nachkriegsjahren zu einem Gewerbe- und Industriestandort.

### Eibensbach

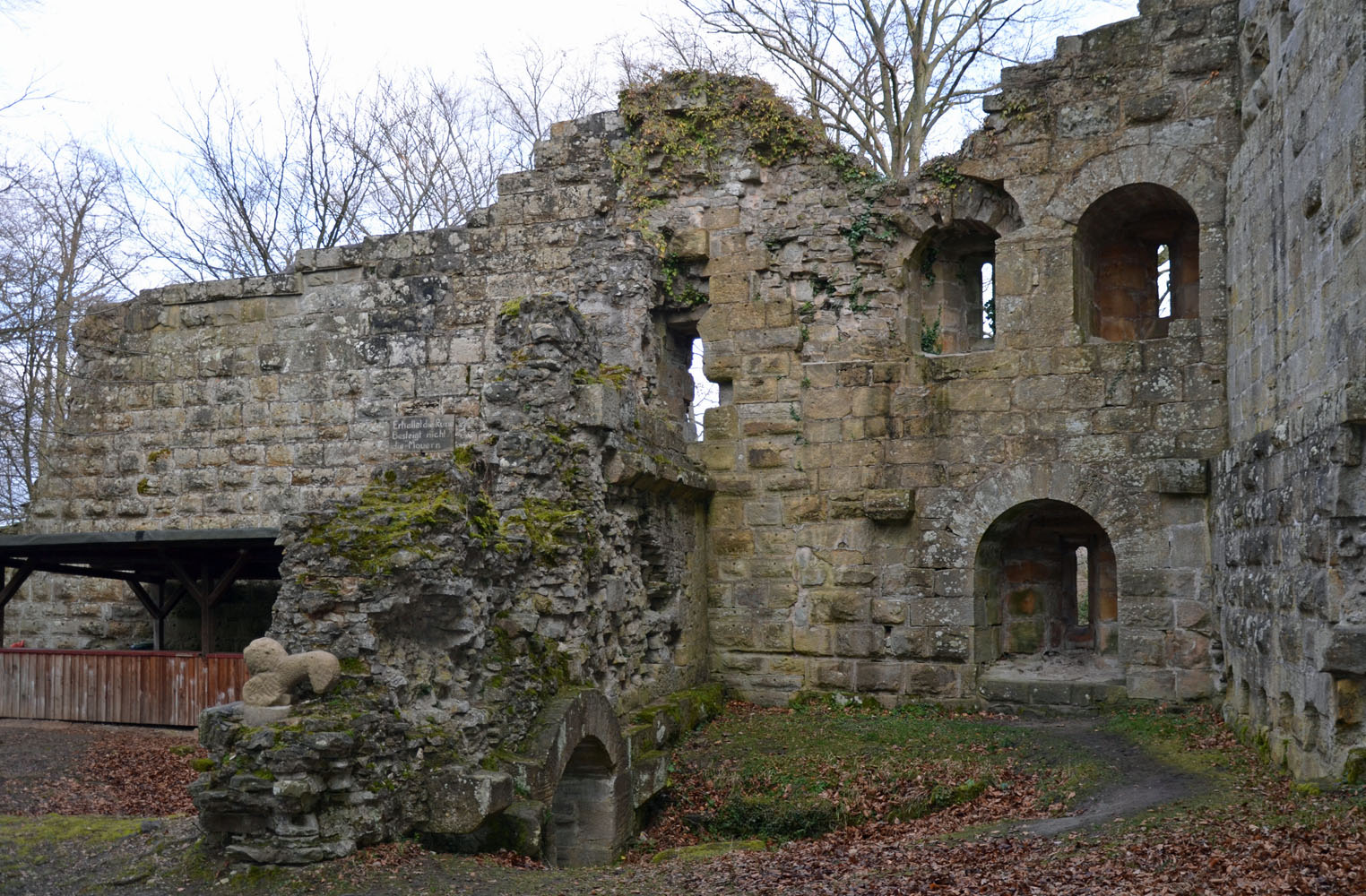
Burg Blankenhorn

Die Entstehung des Ortsteils Eibensbach ist eng mit der Burg Blankenhorn verbunden, einer um 1220/1235 südlich des Ortes errichteten staufischen Burg, die bereits im 15. Jahrhundert verfiel und zu der der Ort ursprünglich gehörte. Burg und Dorf kamen im 14. Jahrhundert an Württemberg und waren bis 1808 dem Amt Güglingen zugeordnet. Nach dessen Auflösung wurde der Ort dem Oberamt Brackenheim unterstellt. Am 1. Januar 1975 wurden Eibensbach und Güglingen zur neuen Stadt Güglingen vereinigt.

### Frauenzimmern

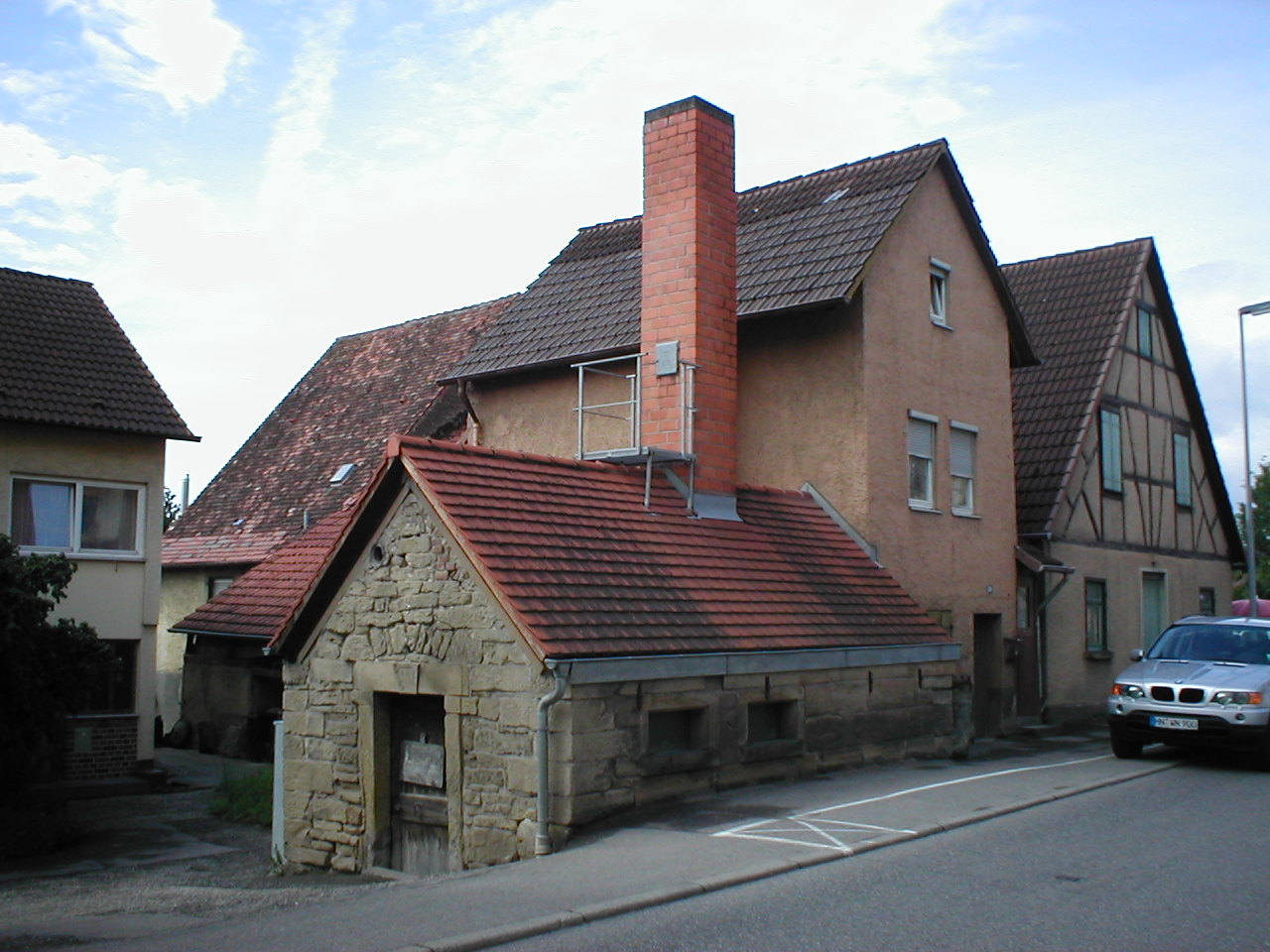
Backhaus in Frauenzimmern

Der Ortsteil Frauenzimmern wurde bereits um das Jahr 800 erstmals erwähnt. Der Ortsname Frauen-Zimmern geht auf ein Nonnenkloster zurück, das von 1245 bis 1442 dort bestand. Im Laufe des 14. Jahrhunderts kam Frauenzimmern an Württemberg und war ebenfalls bis 1808 dem Amt Güglingen zugeordnet, danach dem Oberamt Brackenheim. Am 1. Juli 1971 wurde der Ort nach Güglingen eingemeindet.

## Religionen

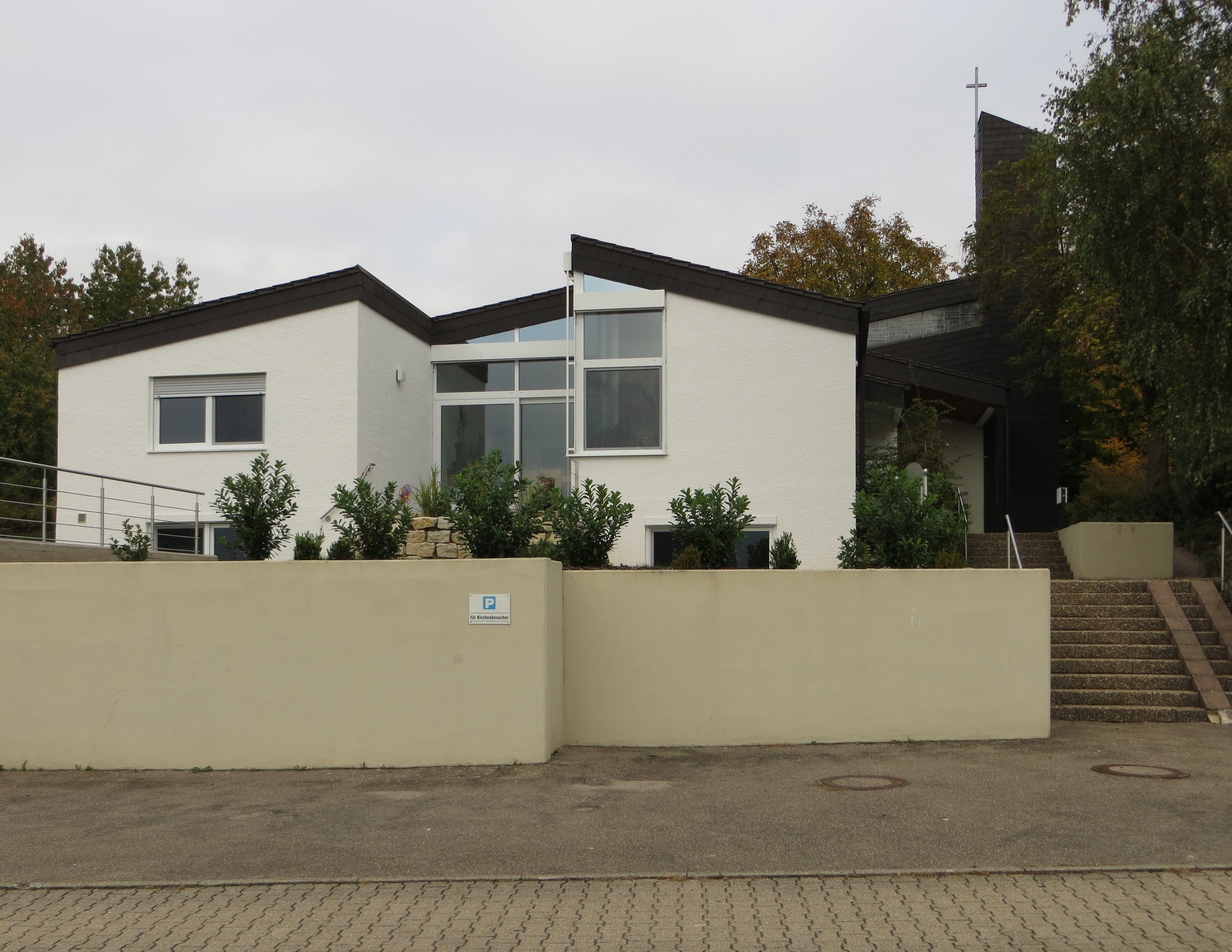
Evangelisch-methodistische Erlöserkirche in Güglingen

In Güglingen, Frauenzimmern und Eibensbach gibt es jeweils eine evangelische Kirchengemeinde, die alle zum Kirchenbezirk Brackenheim gehören. Die katholische Kirchengemeinde Hl. Dreifaltigkeit Güglingen ist für Güglingen und seine Stadtteile sowie für die Gemeinden Cleebronn, Pfaffenhofen und Zaberfeld samt deren Ortsteilen zuständig. Ebenfalls in Güglingen ansässig sind die Evangelisch-methodistische Kirche und die Gemeinde Gottes. Auch ein Gebetsraum des islamisch-türkischen Kulturvereins, die Osman-Gazi-Moschee, befindet sich in Güglingen. Die Neuapostolische Kirche bestand bis 2024.

## Politik

### Gemeinderat

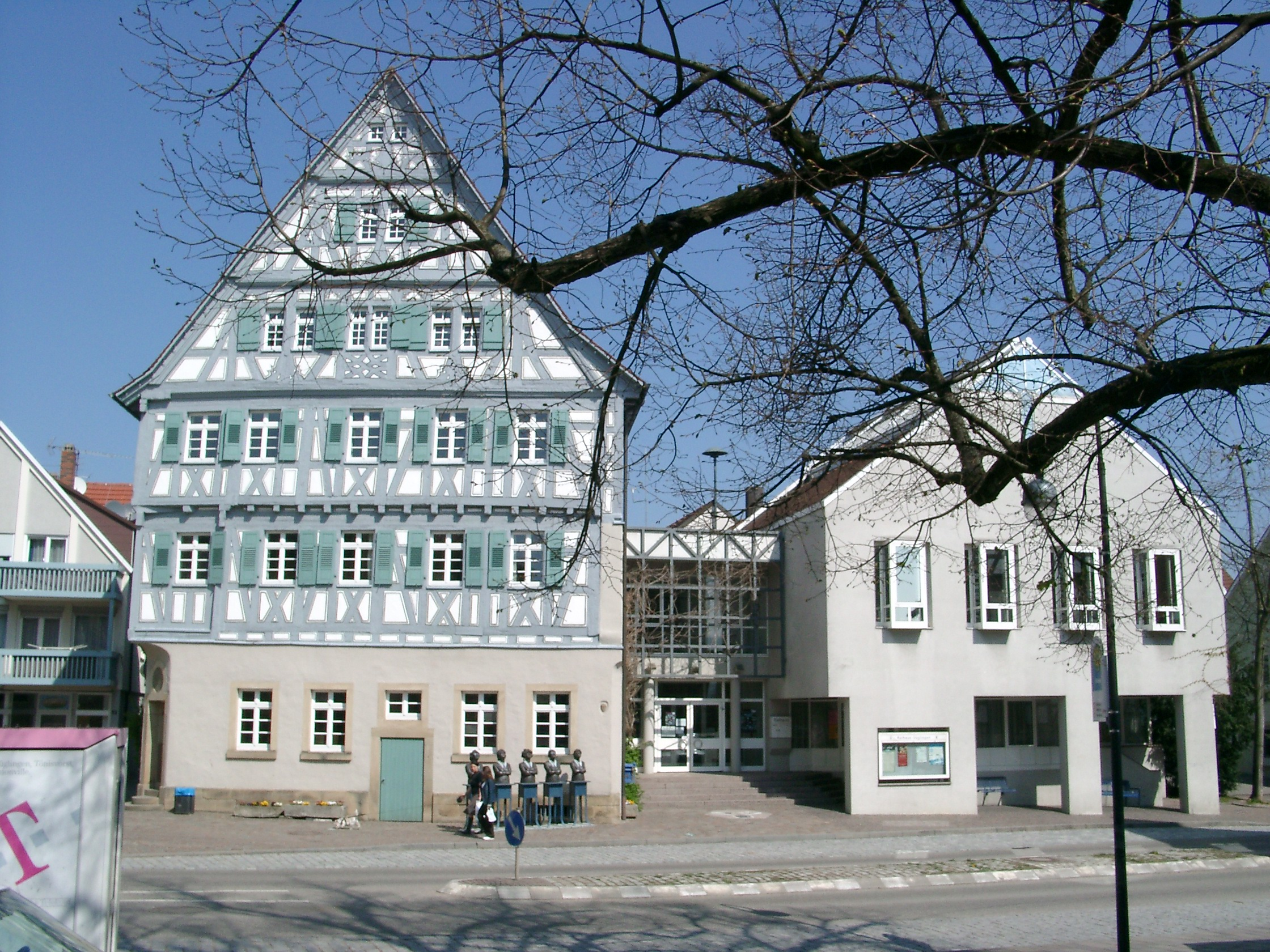
Rathaus von Güglingen

Der Gemeinderat in Güglingen besteht aus den 18 gewählten ehrenamtlichen Gemeinderäten und dem Bürgermeister als Vorsitzendem. Der Bürgermeister ist im Gemeinderat stimmberechtigt. 
Die Kommunalwahl am 9. Juni 2024 führte zu folgendem Endergebnis. Die Wahlbeteiligung lag bei 54,14 % (2019: 51,3 %). 
| Partei / Liste                            | Stimmenanteil | Sitze |                 | 2019 |
| Freie Unabhängige Wählervereinigung (FUW) | 42,99 %       | 8     | 49,0 %, 9 Sitze |      |
| Bürger-Union (BU)                         | 40,57 %       | 7     | 32,6 %, 6 Sitze |      |
| Neue Liste (NL)                           | 16,44 %       | 3     | 18,4 %, 3 Sitze |      |

### Bürgermeister
Der Bürgermeister wird für acht Jahre direkt gewählt. Von 1993 bis 2017 amtierte Klaus Dieterich. Von 2017 bis 2025 war Ulrich Heckmann Bürgermeister. Seit 2025 amtiert Michael Tauch.

### Wappen und Flagge

Wappen Güglingens

Die Blasonierung des Güglinger Wappens lautet: In Rot eine silberne Gugel. Die Stadtfarben sind Weiß-Blau.
Die Gugel als redende Wappenfigur ist auf allen Siegeln Güglingens seit 1359 feststellbar, ebenso auf dem steinernen Wappen von 1731 am Güglinger Marktbrunnen und als Fleckenzeichen im Kieserschen Forstlagerbuch von 1684. Die Farben des Wappens blieben im Wesentlichen seit 1575 unverändert; nur in der Zeit vor 1933 wurde der Wappenschild eine Zeitlang blau-silbern tingiert. Aus dieser Tingierung entstanden vermutlich die Flaggenfarben Weiß-Blau, die auch nach Wiedereinführung der ursprünglichen Tingierung des Wappens erhalten blieben. Die 1975 aus der Vereinigung mit Eibensbach und Frauenzimmern hervorgegangene neue Stadt Güglingen hat Wappen und Flagge übernommen; beide wurden der Stadt am 11. März 1976 vom Landratsamt des Landkreises Heilbronn verliehen.

### Städtepartnerschaften
- Am 28. April 2007 wurde eine Partnerschaft mit Auneau in Frankreich (Département Eure-et-Loir) eingegangen. Die Partnerschaftsurkunde wurde am 23. Juni 2007 in Auneau gegengezeichnet.
- Eine weitere Partnerschaft mit Dorking in England (Grafschaft Surrey) wurde am 21. Juli 2007 in Güglingen abgeschlossen. Beim Gegenbesuch in Dorking wurde am 22. September 2007 die Partnerschaftsurkunde unterzeichnet.

## Kultur und Sehenswürdigkeiten

### Bauwerke

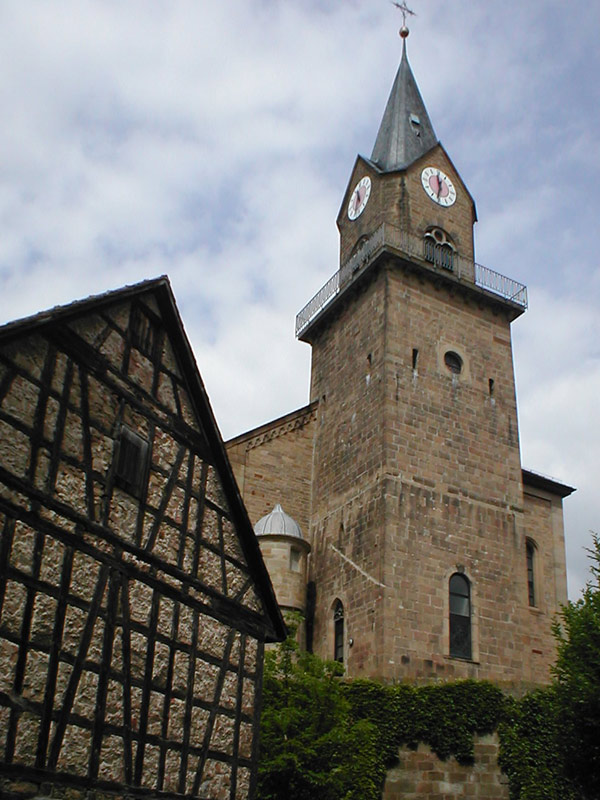
Stadtkirche St. Mauritius

Für die unter Denkmalschutz stehenden Kulturdenkmale des Ortes siehe die Liste der Kulturdenkmale in Güglingen.
- Die Mauritiuskirche in Güglingen wurde 1241 erstmals erwähnt, im 18. Jahrhundert umfassend erneuert, brannte beim Stadtbrand 1849 ab und wurde 1850 wieder aufgebaut. Der Ostturm ist noch spätgotischen Ursprungs, der Treppenturm entstammt der Zeit der Renaissance. Die Kirche wurde um 1970 von dem Güglinger Architekten Heinz Rall modernisiert, der gemeinsam mit seiner Frau Ursula Stock durch Modernisierungen und Kunstobjekte das gesamte Bild der Ortsmitte von Güglingen prägte. Seit 1988 ist in der Kirche das Güglinger Palmtuch aufgehängt, das aus 40 Teilbildern verschiedener Künstler besteht. Das in der Nähe der Kirche befindliche Pfarrhaus wurde um 1850 erbaut.
- Das Alte Amtshaus, ein auf 1592 datierter Bau mit Zierfachwerk, dient mittlerweile als Rathaus. Das nach dem Stadtbrand neben der Kirche errichtete Alte Rathaus von 1850 beherbergt seit 2008 das Römermuseum.
- Der Deutsche Hof wurde von Herzog Ludwig von Württemberg um 1570 errichtet. Von der Anlage sind heute noch die Herzogskelter mit Bandhaus sowie die Zehntscheuer erhalten. Die Gebäude wurden um 1980 umfassend saniert. Die Herzogskelter beherbergt heute ein Hotel, die Zehntscheuer eine Bank. In das Mauerwerk des Deutschen Hofes sind verschiedene Abgüsse von römischen Steindenkmälern eingelassen.
- Das Steinhaus wurde bereits 1349 erwähnt, war Adelssitz, danach Vogtei, 1444 bis 1474 Klosterpfleghof und 1571 Haus des „Helfers“, des zweiten Pfarrers der Stadt, und wird daher auch Helferhaus genannt. Der Erker des Gebäudes stammt von 1581.
- Der Marktbrunnen wurde 1568 errichtet und 1787 erneuert.
- Die Kapelle St. Leonhard beim Friedhof wurde 1443 erwähnt und 1579 erneuert. Neben der Kapelle befindet sich im Eingangsbereich des Friedhofs ein 1923 eingeweihtes Kriegerdenkmal von Albert Volk, das 1961 um die Namen der im Zweiten Weltkrieg Gefallenen erweitert wurde.[18]
- Oberhalb des Ortsteils Eibensbach befindet sich, in 390 m Höhe auf dem Gipfel des Blankenhorns, die Ruine der staufischen Burg Blankenhorn aus dem 13. Jahrhundert. In den Güglinger Ortsteilen gibt es darüber hinaus je eine historische Kirche.
- In der Marktstraße wurde am 1. April 2017 neben der Bäckerei Oehler eine Stauferstele errichtet, die unter anderem an die Ersterwähnung 1188 in einem Vertrag zwischen Kaiser Friedrich I. Barbarossa und König Alfons VIII. von Kastilien erinnert.[19]

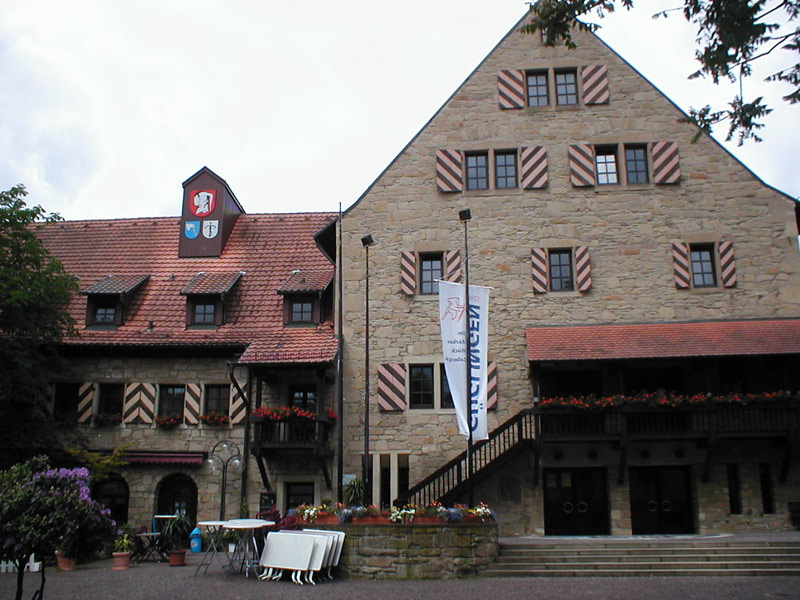
Herzogskelter und Bandhaus
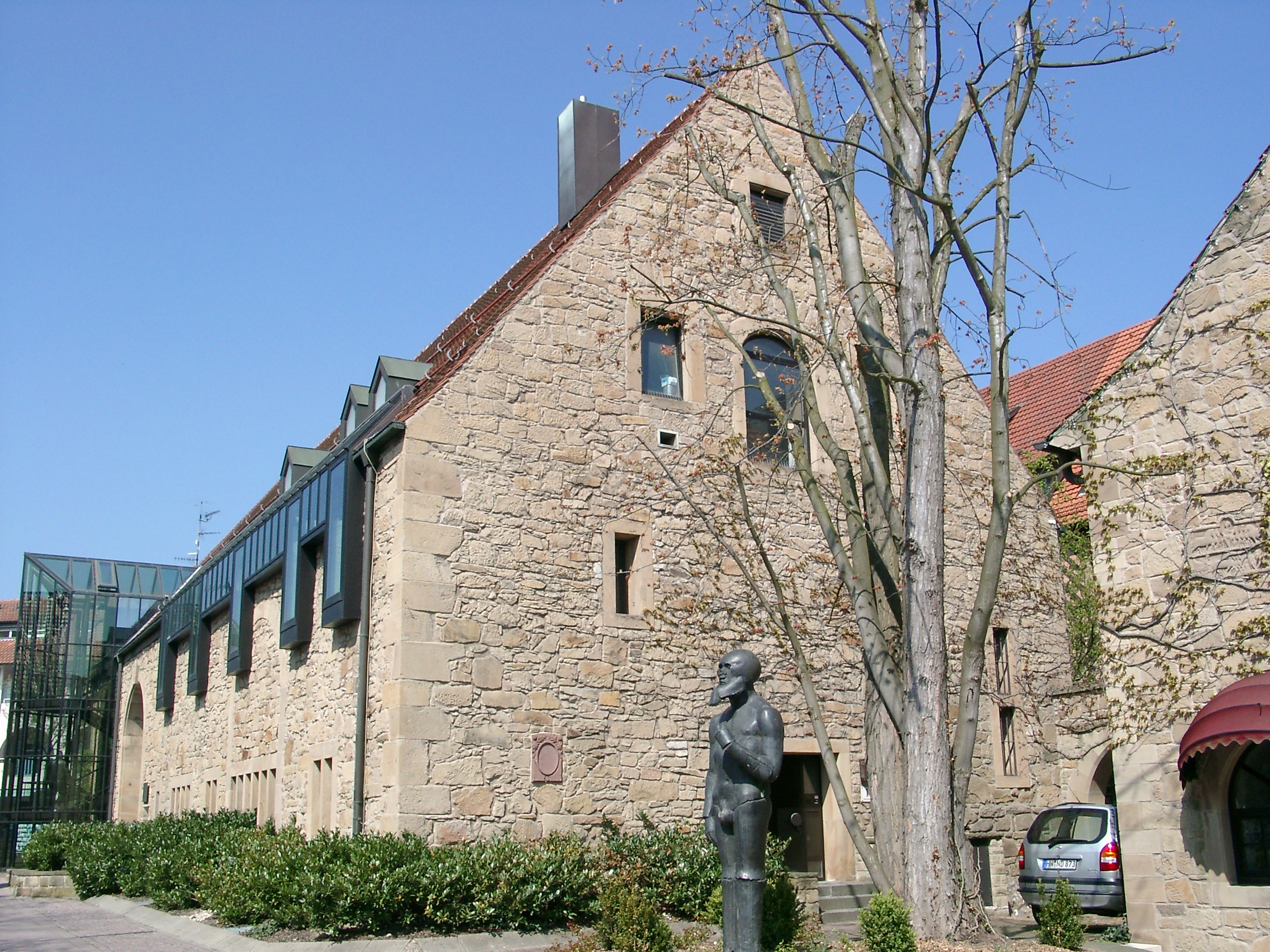
Zehntscheuer
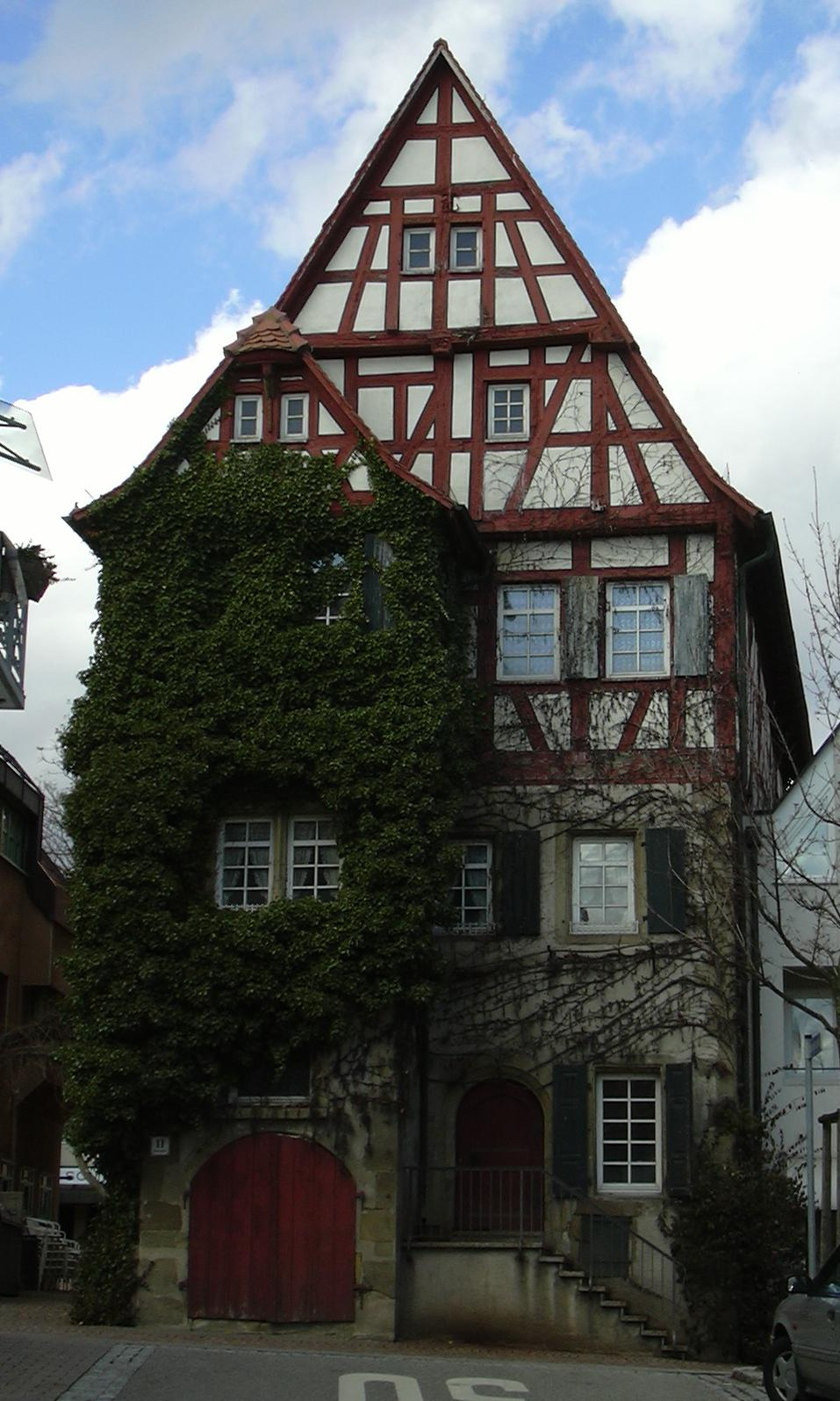
Steinhaus
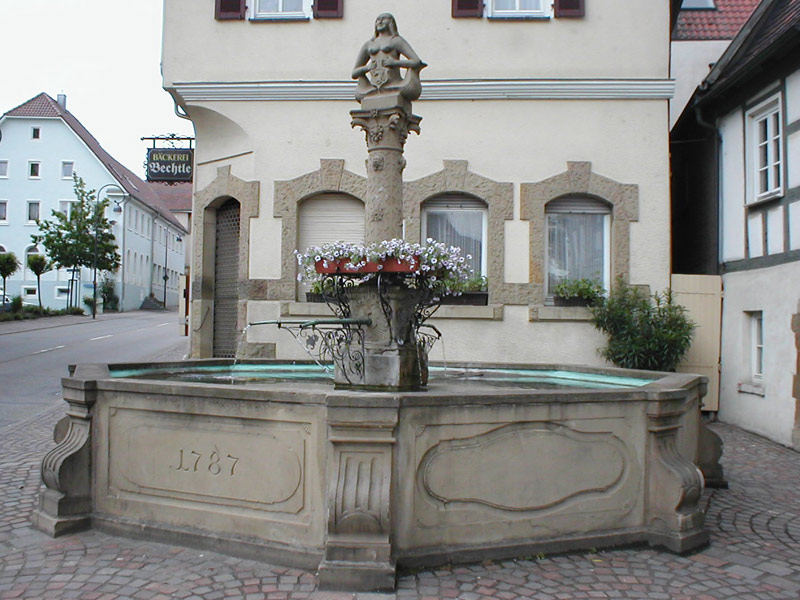
Marktbrunnen
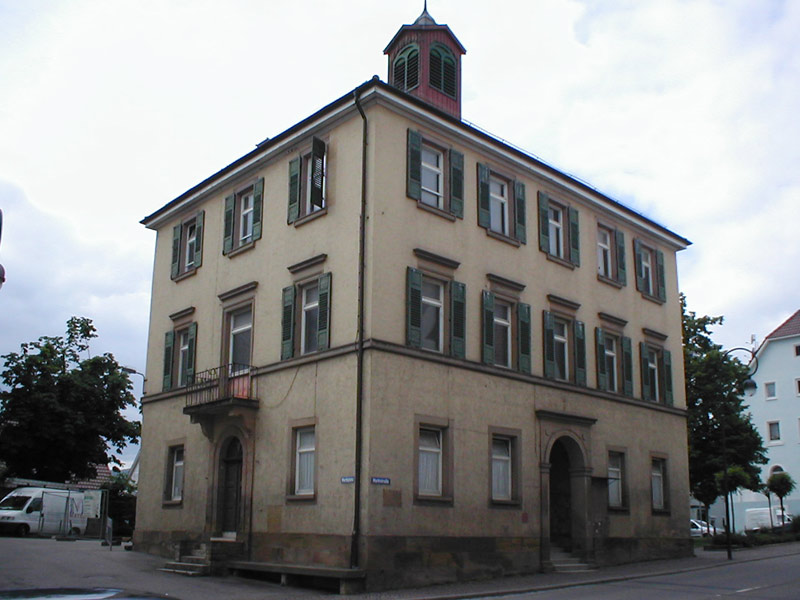
Altes Rathaus
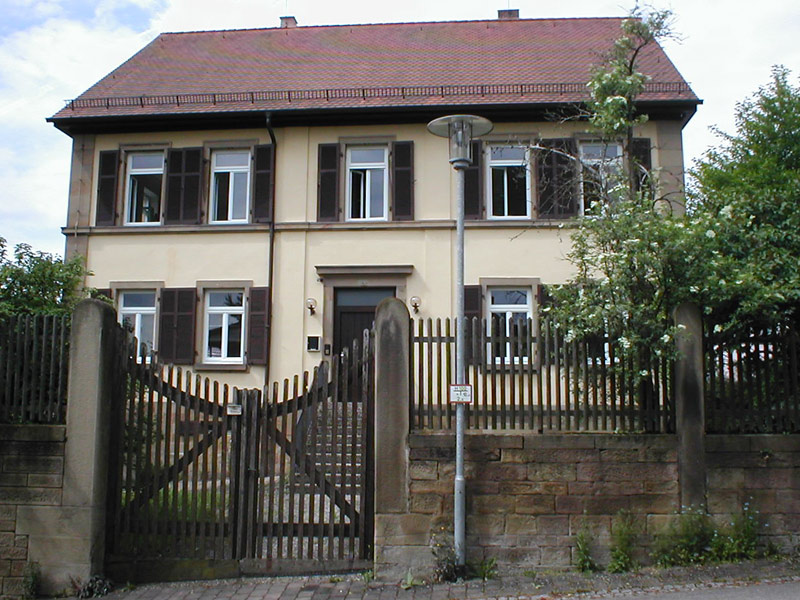
Pfarrhaus
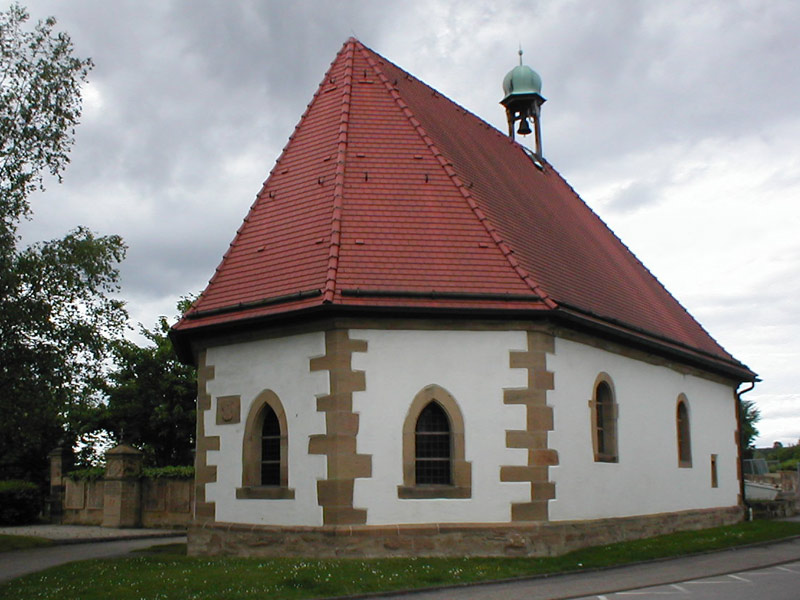
Kapelle St. Leonhard
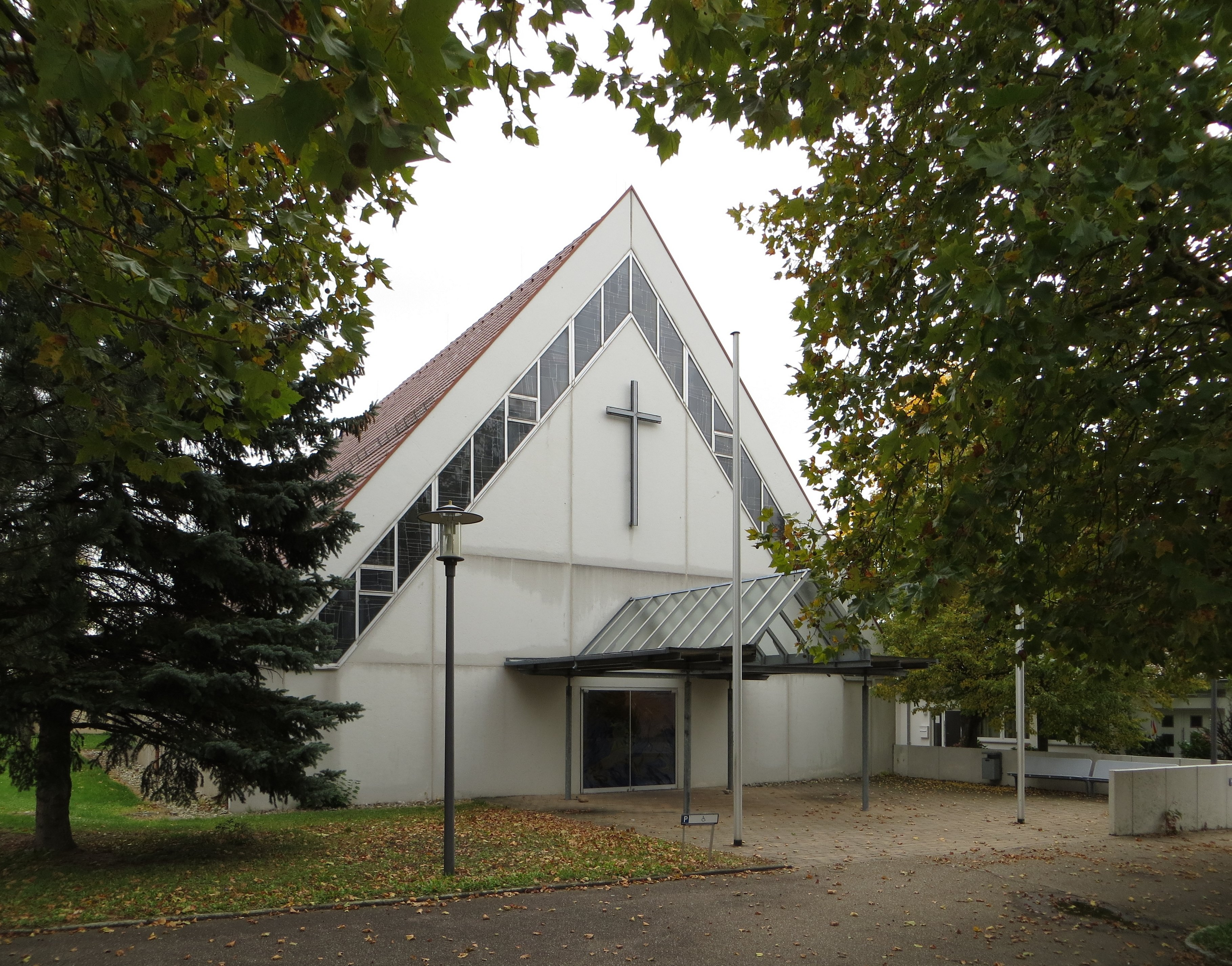
Katholische Dreifaltigkeitskirche
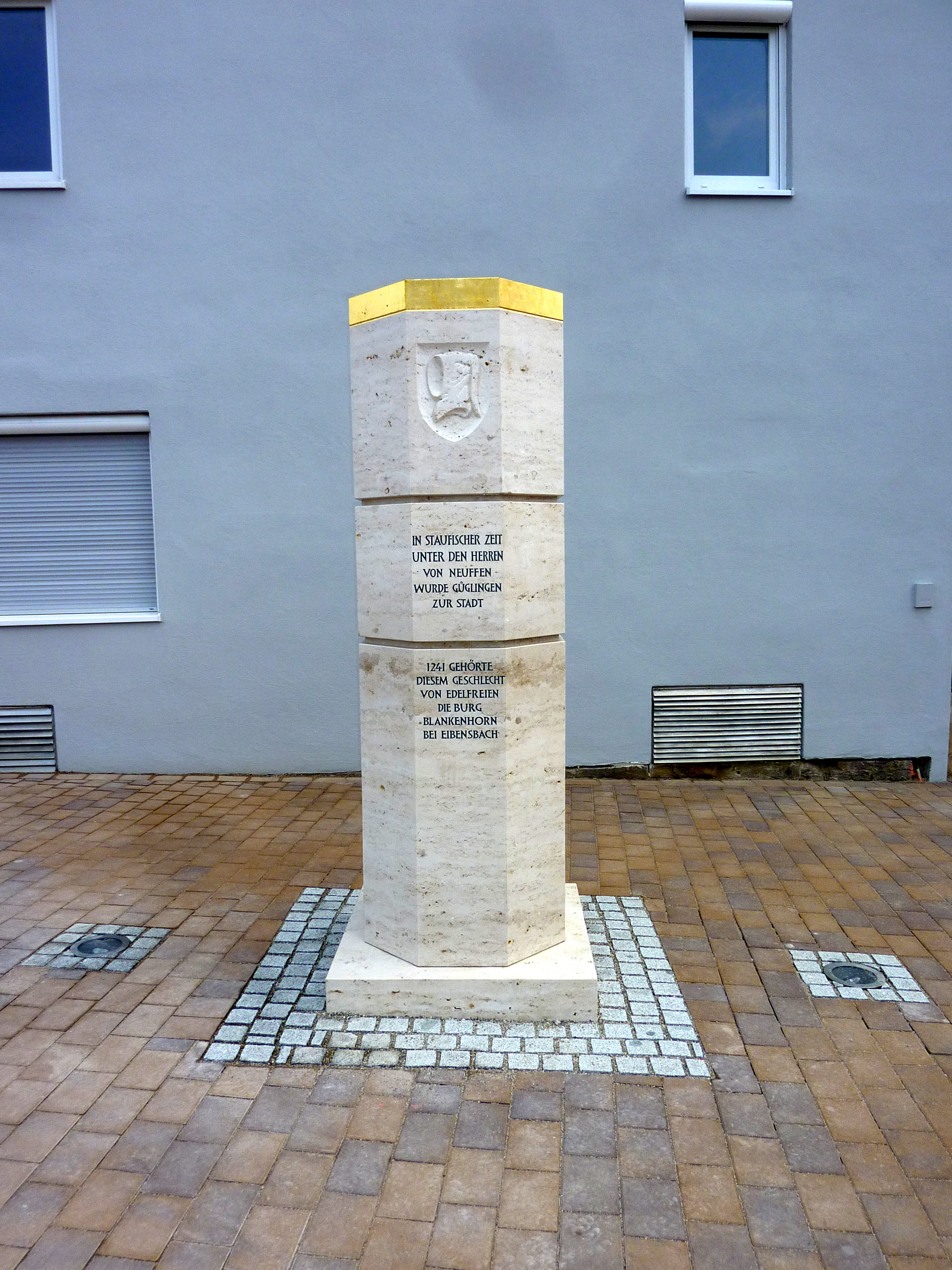
Stauferstele (2017)

### Kunst im öffentlichen Raum
In Güglingen befinden sich über 50 Skulpturen und sonstige Kunstobjekte im öffentlichen Raum. Der Weinbrunnen im Deutschen Hof und die Skulptur Vier Jahreszeiten am Marktplatz wurden von Ursula Stock (* 1937) gestaltet. Ebenfalls im Deutschen Hof stehen der Brunnen Wassertiere (1988) von Wolfgang Knorr, der Güglinger Bacchus (1985) von Jürgen Goertz und die Embleme (1979) von Lee Babel. Vor der Zehntscheuer sind die Statue Der Wächter (1980) von Richard Heß sowie die Skulptur Güglinger Sphinx (1983) von Gunther Stilling aufgestellt. Außerdem wird der 9. Längengrad, der genau dort verläuft, durch ein in den Boden eingelassenes Stahlband versinnbildlicht. Weitere Skulpturen in Güglingen stammen von Horst Antes, Jörg Failmezger, Klaus Hennig, Guido Messer, Ottmar Mohring, Ralph Nieling, Joachim Schmettau, Wolfgang Thiel und anderen.

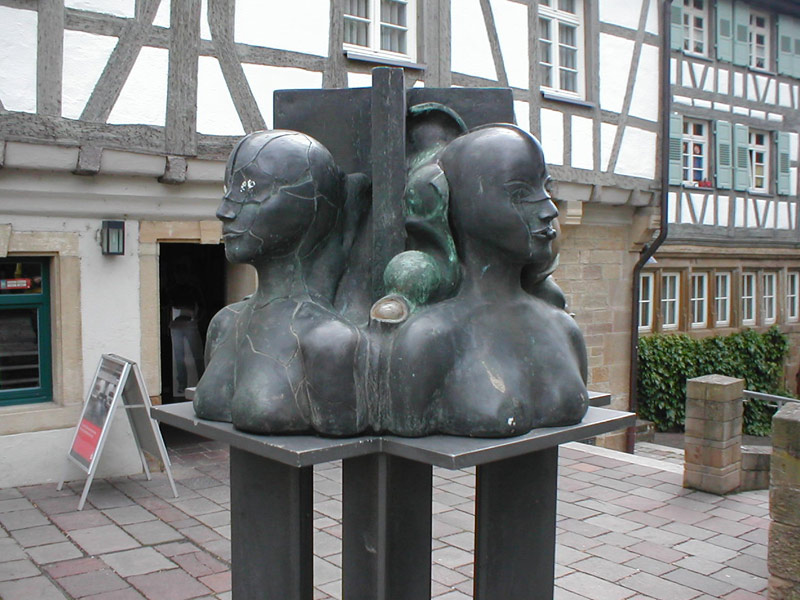
Vier Jahreszeiten
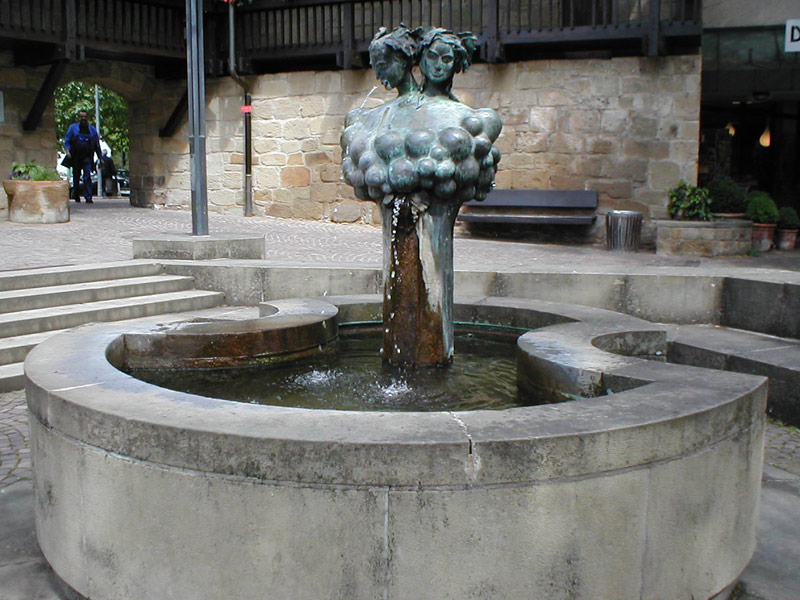
Weinbrunnen
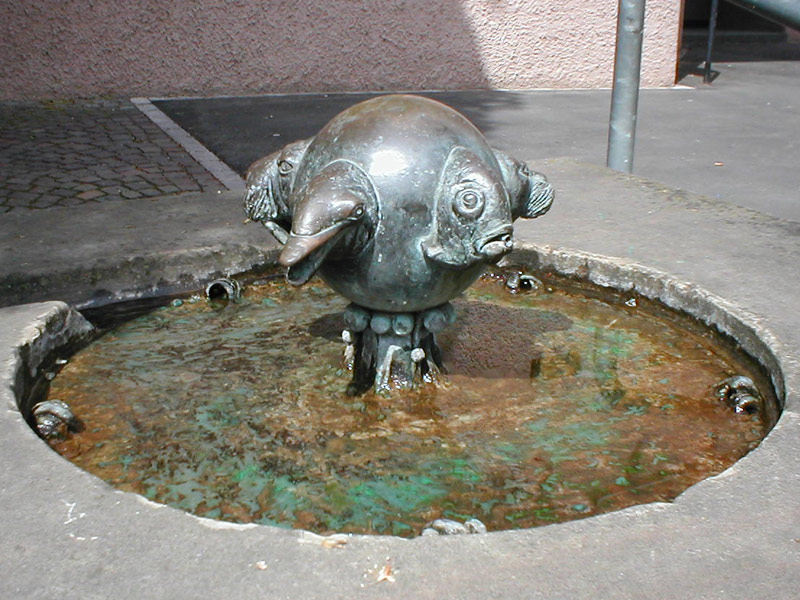
Wassertiere
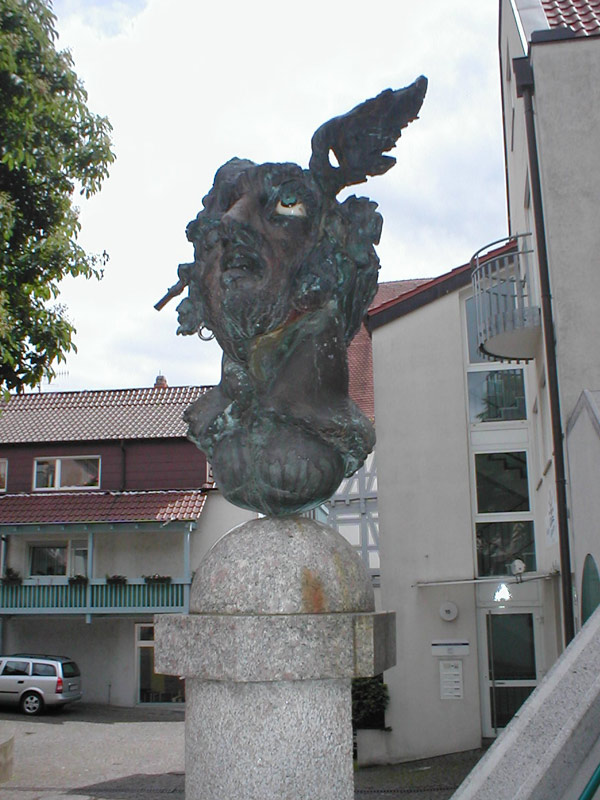
Güglinger Bacchus
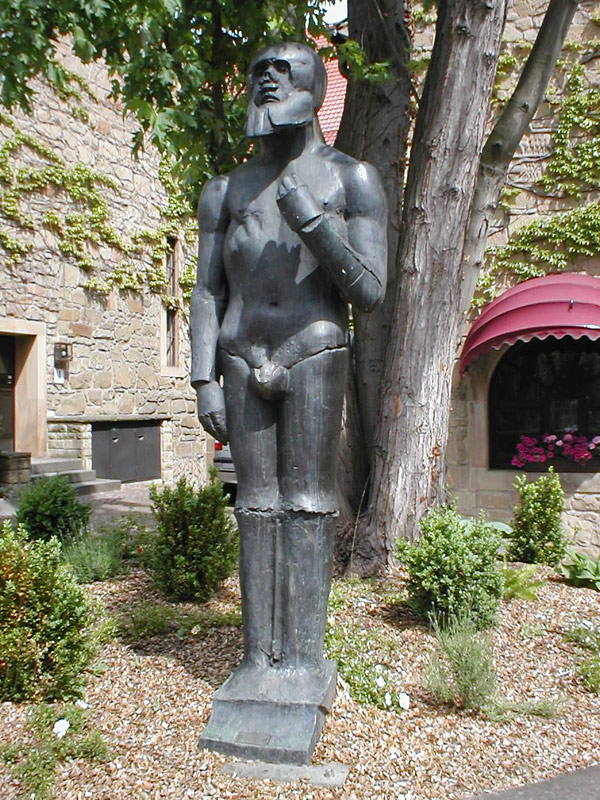
Der Wächter
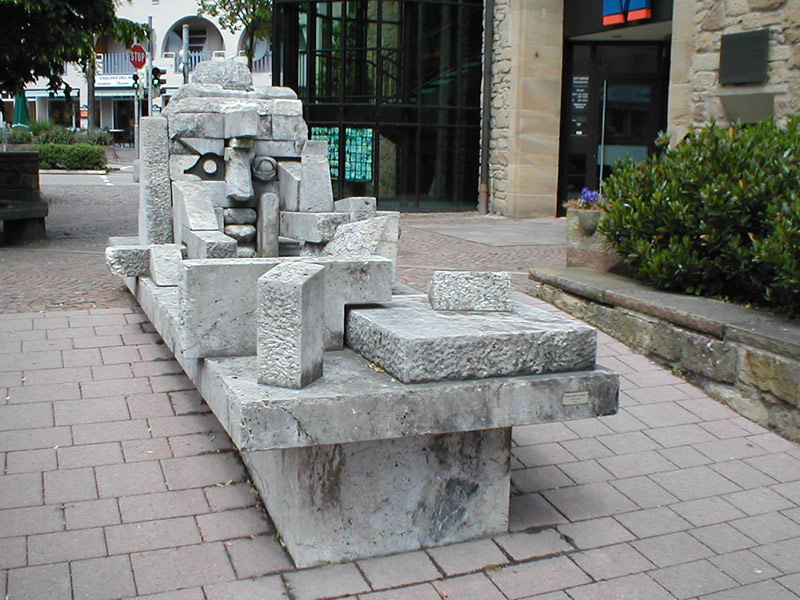
Güglinger Sphinx
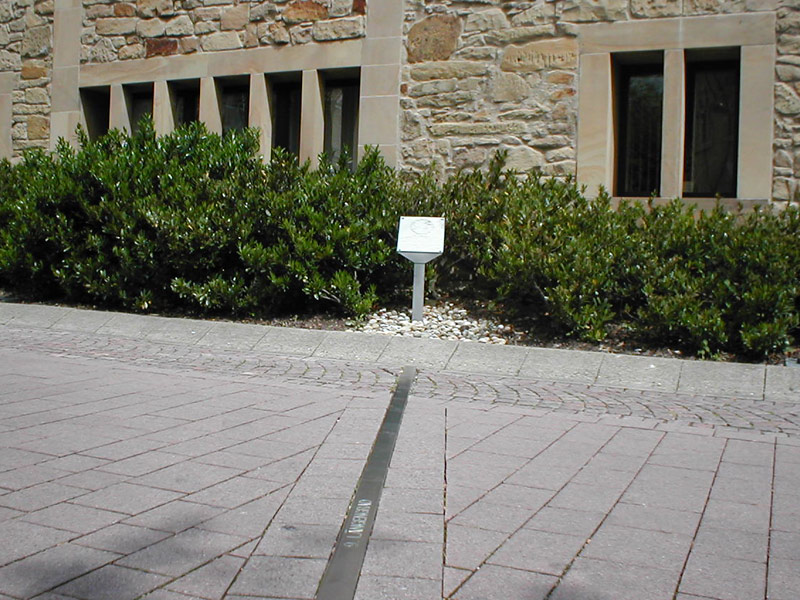
9. Längengrad
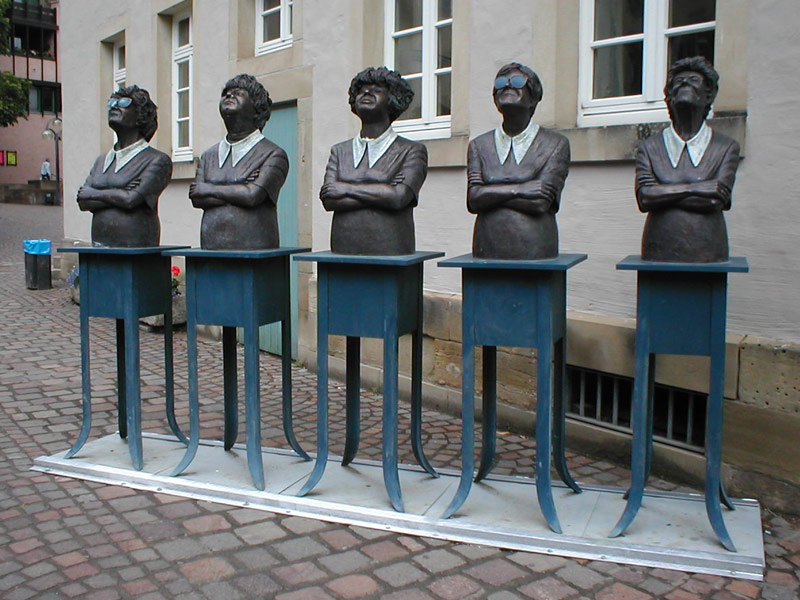
Skulptur beim Rathaus

### Museen

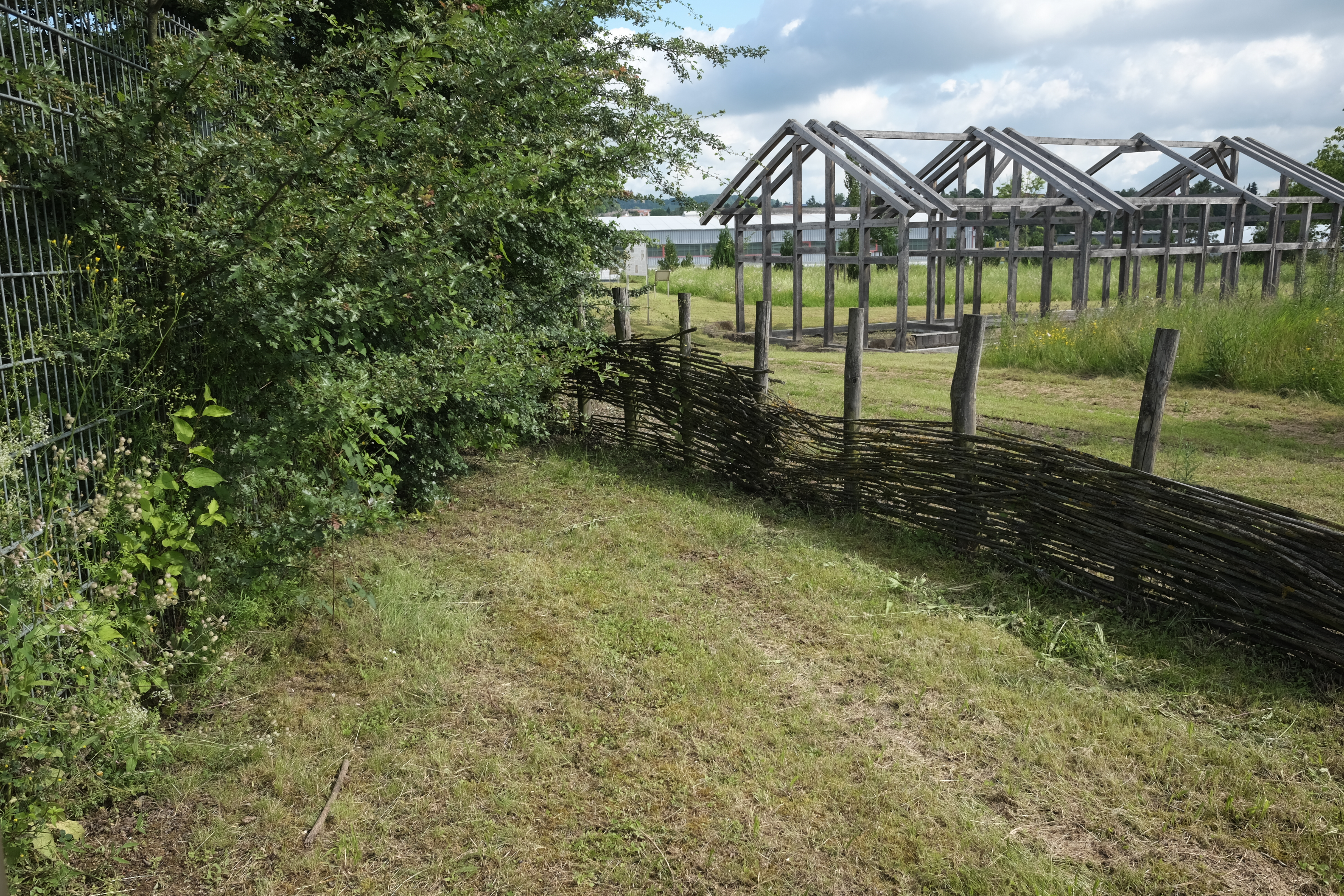
Freilichtmuseum Güglingen

Um die bei den Ausgrabungen des römischen vicus in Güglingen 1999 bis 2005 gemachten Funde angemessen zeigen zu können, wurde das Alte Rathaus zu einem Römermuseum umgebaut, das am 26./27. April 2008 eröffnet wurde. Auf drei Stockwerken ermöglicht die Präsentation der Güglinger Funde im Zusammenhang mit Rekonstruktionen, Modellen und begehbaren Installationen ein umfassendes Bild der Güglinger Römersiedlung und ihrer Umgebung. Neben der Dauerausstellung sind jährlich wechselnde Sonderausstellungen vorgesehen und es gibt speziell für Schulklassen gestaltete Bereiche mit Aufgaben.
Im außerhalb des Ortskerns gelegenen Freilichtmuseum Güglingen sind Reste der römischen Bebauung am Originalstandort zu sehen.

### Musik
Der Musikverein Güglingen, der Fanfarenzug des Sportschützenvereins Güglingen und die Werkskapelle Layher Eibensbach pflegen die Volksmusik.
In allen drei Stadtteilen gibt es aktive Gesangvereine. Der Madrigalchor Vollmer hat seinen Sitz in Güglingen.
Der Zabergäu-Sängerbund (Dachorganisation der Gesangvereine im Zabergäu und im Leintal) hat seine Geschäftsstelle mit einem Noten- und Schallarchiv im Rathaus Güglingen eingerichtet.

### Sport und Freizeit
Güglingen verfügt über ein beheiztes Freibad.
Insgesamt 53 Vereine sind in Güglingen und seinen beiden Stadtteilen aktiv und bieten so gut wie alle Möglichkeiten für sinnvolle Freizeitbetätigung.
In Güglingen steht das Stadion An der Weinsteige (1987 eingeweiht) mit sechs Rundbahnen für den lokalen und regionalen Sportbetrieb zur Verfügung. Weitere Sportplätze in allen Stadtteilen.
In Frauenzimmern hat der Reitclub Güglingen sein Domizil am Reiterhof Faller (Reithalle, Turnierplätze für Spring- und Dressurreiten). Der Reitverein Güglingen verfügt an der Sägmühle in Güglingen über eine Reithalle und Turnierplätze.
Der Sportschützenverein Güglingen hat seine Schießsportanlage (Kleinkaliber, Luftgewehr) an der L 1110 auf dem Heuchelberg eingerichtet.
Vereinsheime (teilweise mit Profi-Gastronomie) werden vom TSV Güglingen, SV Frauenzimmern, GSV Eibensbach, Kleintierzuchtverein Güglingen und vom Reitclub Güglingen betrieben.

### Tourismus
Güglingen grenzt mit seinem Stadtteil Eibensbach im Süden unmittelbar an den waldreichen Stromberg im Naturpark Stromberg-Heuchelberg an. Die Stadt Güglingen ist Mitglied bei den Touristik-Gemeinschaften Neckar-Zaber-Tourismus, Heilbronner Land und Kraichgau-Stromberg.
Die Öko-Regio-Tour Zabergäu bietet auf Güglinger Gemarkung verschiedene Rad- und Wanderwege an.
In Güglingen ist ein Natur- und Streuobst-Lehrpfad mit drei Routen ausgeschildert. Ein Wanderweg Rund um Eibensbach mit drei verschiedenen Routen ist ausgeschildert.

### Regelmäßige Veranstaltungen
Das Kulturamt der Stadt Güglingen bietet zwei Veranstaltungsreihen. In der Herzogskelter wird die alljährliche Spielzeit von September bis März mit einem Veranstaltungsmix aus volkstümlicher Unterhaltung, Theater und klassischen Konzerten bestritten. Beim Kulturflirt im Ratshöfle gibt es im Foyer des Rathauses Kleinkunst-Veranstaltungen (vorwiegend schwäbisches Kabarett). Einmal im Monat ist das Mobile Kino mit aktuellen Filmen im Saal der Herzogskelter zu Gast.
An Pfingsten (Samstag bis Montag) findet jedes Jahr das Güglinger Maienfest statt, ein Volksfest mit Festzelt und Vergnügungspark auf dem Festplatz Weinsteige. Am Pfingstmontag wird ein Festzug veranstaltet.
Am Wochenende vor den baden-württembergischen Sommerferien wird im Deutschen Hof in Güglingen das Weinbrunnenfest veranstaltet. Die Veranstalter-Gemeinschaft setzt sich aus heimischen Weingärtnergenossenschaften, Gastronomen und Vereinen zusammen.
Am letzten Wochenende im August wird im Stadtteil Eibensbach das Backhausfest vom Gesang- und Sportverein Eibensbach veranstaltet. In Frauenzimmern wird am ersten September-Wochenende das Zwiebelkuchen- und Feuerwehrfest gefeiert.
Am zweiten September-Wochenende veranstalten die Weingärtner Cleebronn-Güglingen ihr Weinfestival in der Kellerei bei Frauenzimmern. Sämtliche Weine und Sekte aus der eigenen Produktion können von samstags bis montags verkostet werden.

## Wirtschaft

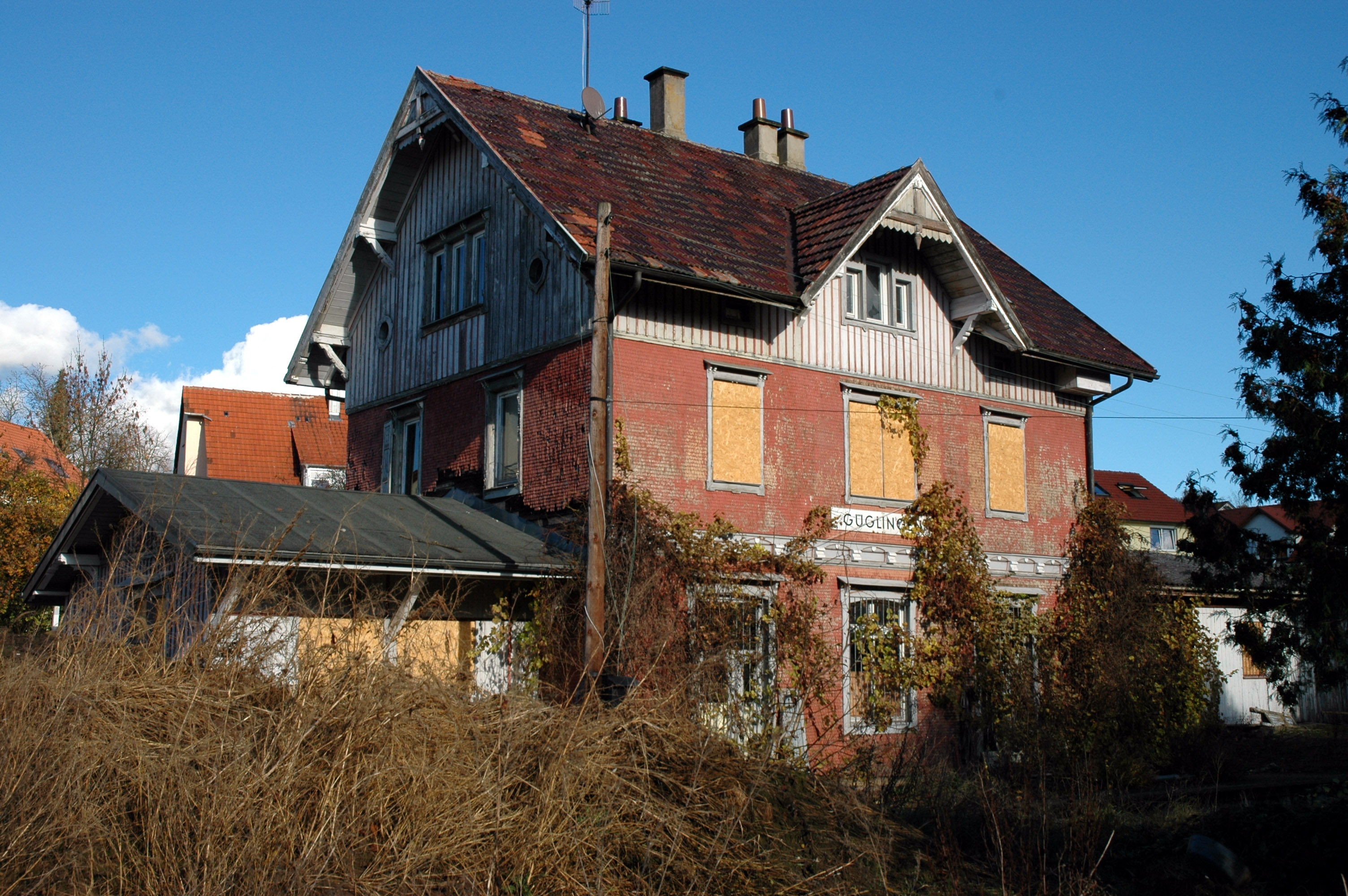
Bahnhofsgebäude in Güglingen (Nov. 2006)

### Verkehr
Güglingen liegt an der Kreuzung der das Tal entlangführenden Landesstraße 1103 (Heilbronner Straße/Marktstraße/Maulbronner Straße) und der Landesstraße 1110, die im Süden Richtung Vaihingen an der Enz (Eibensbacher Straße) und im Norden Richtung Eppingen (Kleingartacher Straße) führt. Der öffentliche Nahverkehr im Verkehrsverbund HNV wird von Bussen des Unternehmens Rexer sowie dessen Auftragnehmern Ernesti und Gross bedient.
Die 1896 eröffnete Zabergäubahn mit ihren Bahnhöfen Frauenzimmern-Cleebronn, Güglingen und Güglingen-Eibensbach wurde 1986 im Personenverkehr und 1995 im Güterverkehr stillgelegt. Die Strecke streift das bebaute Gebiet im Süden der Kernstadt. Beim Frauenzimmern-Cleebronner Bahnhofsgebäude handelte es sich um einen Einheitsbahnhof vom Typ IIa, das Güglinger ist ein solcher vom Typ IIIa. Von Faller gibt es den Güglinger Bahnhof als H0-Modell und als N-Modell. Der Landkreis Heilbronn verfolgt seit den 1990er Jahren die Reaktivierung der Zabergäubahn als Stadtbahnstrecke und damit an den Anschluss von Güglingen und Frauenzimmern an das Netz der Stadtbahn Heilbronn.

### Ansässige Unternehmen
Im Stadtteil Eibensbach ist der Stammsitz eines der weltweit größten Baugerüsthersteller, des Unternehmens Wilhelm Layher GmbH & Co. KG mit über 700 Mitarbeitern.
Ein bedeutender Arbeitgeber in Güglingen ist das Unternehmen Weber Hydraulik (Fertigung hydraulische Zylinder für Maschinen und Fahrzeuge) mit ihrem deutschen Stammwerk und einer österreichischen Dependance. Über 500 Mitarbeiter sind im Stammwerk in Güglingen beschäftigt.
In der Kernstadt Güglingen liegt auch das Stammwerk der weltweit agierenden Afriso-Euro-Index GmbH, einem der führenden deutschen Hersteller von Mess-, Regel- und Überwachungsgeräten für Haustechnik, Industrie und Umweltschutz. AFRISO wurde bereits 1869 gegründet und ist heute in mehr als 30 Ländern vertreten. In Deutschland betreibt AFRISO vier Produktionsstätten mit 450 Mitarbeitern.
Die in Frauenzimmern befindliche DAIKIN Manufacturing Germany GmbH ist ein Hersteller von kompletten Heizungssystemen und Produkten aus technischem Kunststoff.

### Medien
Über das Geschehen in Güglingen berichtet die Tageszeitung Heilbronner Stimme in ihrer Ausgabe W, Landkreis West. Die Stadt Güglingen gibt zudem zusammen mit der Gemeinde Pfaffenhofen ein wöchentlich erscheinendes Amtsblatt (Rundschau Mittleres Zabergäu) heraus.

### Öffentliche Einrichtungen
Güglingen ist Sitz eines Notariates. Eine Dienststelle des Polizeireviers Lauffen/N. ist ebenfalls am Ort.

### Bildung
Die Grund-, Haupt- und Werkrealschule Katharina-Kepler-Schule wird von annähernd 750 Schülern besucht, jeweils etwa die Hälfte Grund- und Hauptschüler. Die Haupt- und Werkrealschule ist als Nachbarschaftsschule für Mädchen und Jungen aus Güglingen, Pfaffenhofen und Zaberfeld eingerichtet.
Fast 1000 Schüler besuchen die Realschule Güglingen.
Darüber hinaus unterhält die Volkshochschule Unterland in Güglingen die Außenstelle Oberes Zabergäu.

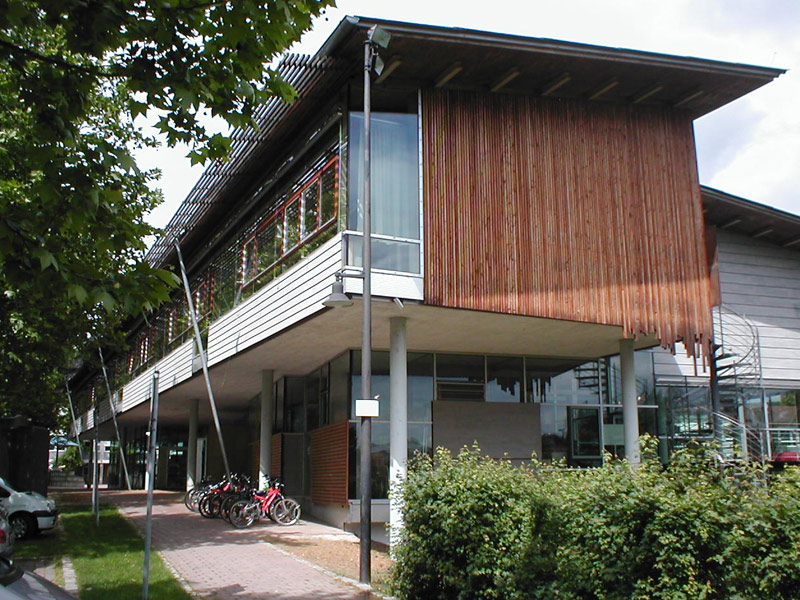
Güglinger Mediothek

Die 1998 eröffnete Güglinger Mediothek stellt (Stand 2017) rund 21.500 Medien bereit.

## Persönlichkeiten

### Ehrenbürger
- Otto Linck (1892–1985), Ehrenbürgerrecht 1952
- Hermann Krauß (1904–2003), Ehrenbürgerrecht 1970
- Gerhard Aßfahl (1904–2007), Ehrenbürgerrecht 1989

### Söhne und Töchter der Stadt
- Paul Walther von Guglingen (* um 1422), Franziskaner, Palästina-Pilger und Verfasser eines lateinisch-arabischen Vokabulars[27][28]
- Joseph Osiander (1589–1635), Theologe
- Sixt Karl von Kapff (1805–1879), evangelischer Theologe
- Paul Klunzinger (1828–1919), Eisenbahn- und Wasserbauingenieur
- Carl Benjamin Klunzinger (1834–1914), Tropenarzt und Zoologe
- August Hornung (1867–1927), württembergischer Landtagsabgeordneter
- Karl Heim (1874–1958), Theologe, geboren in Frauenzimmern
- Emil Feucht (1910–2000), Politiker (FDP/DVP), geboren in Eibensbach

## Einzelnachweise

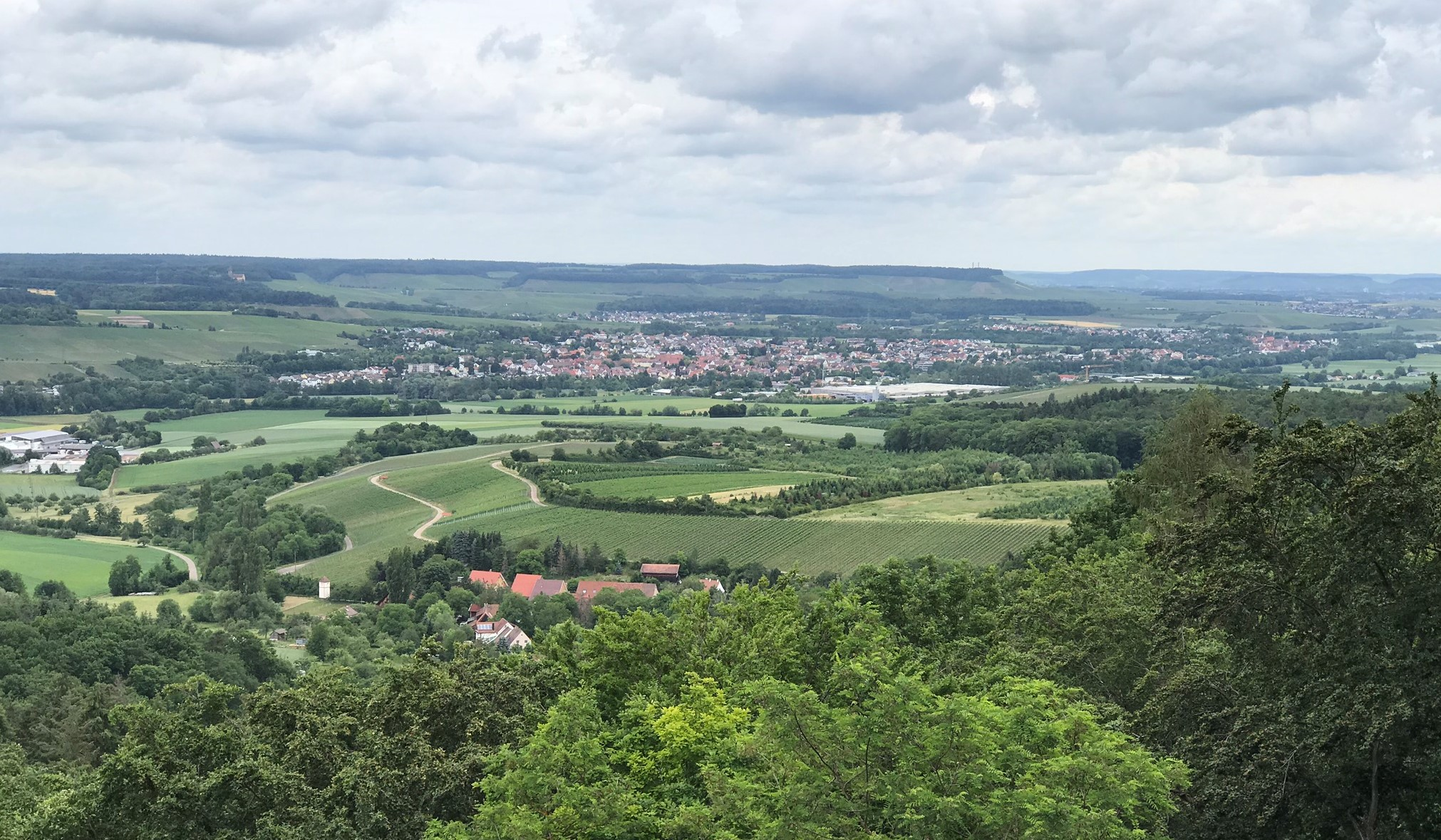
Güglingen (vom Weißen Steinbruch aus)